# Herb obwodu zakaspijskiego
Herb obwodu zakaspijskiego (ros. Герб Закаспийской области) – symbol obwodu zakaspijskiego będącego jednostką administracyjną Imperium Rosyjskiego istniejącą od 1881 roku. Jego wygląd został zatwierdzony 31 stycznia 1890 roku. 

## Blazonowanie
W polu błękitnym z podstawą złotą tygrys srebrny bez oręża, z oczami i językiem czerwonym, trzymający w prawej łapie łuk złoty z takąż pękiniętą cięciwą. Tarcza zwieńczona koroną carską i otoczona liśćmi dębu złotymi przewiązanymi wstęgą Świętego Aleksandra .

## Opis
Herb stanowi błękitna tarcza francuska ze złotą podstawą, na której widnieje wizerunek srebrnego tygrysa bez widocznego oręża, z czerwonym językiem i oczami, w pozycji wspiętej stojącego na tylnich łapach. W prawej przedniej łapie trzyma złoty łuk z zerwaną cięciwą. Tarcza zwieńczona jest starożytną koroną carską. Herb otoczony jest dwoma złotymi gałązkami dębowymi połączonymi czerwoną wstęgą orderu świętego Aleksandra zawiązaną w kokardę  .

## Historia
Herb obwodu został zatwierdzony 31 stycznia 1890 roku .

## Galeria

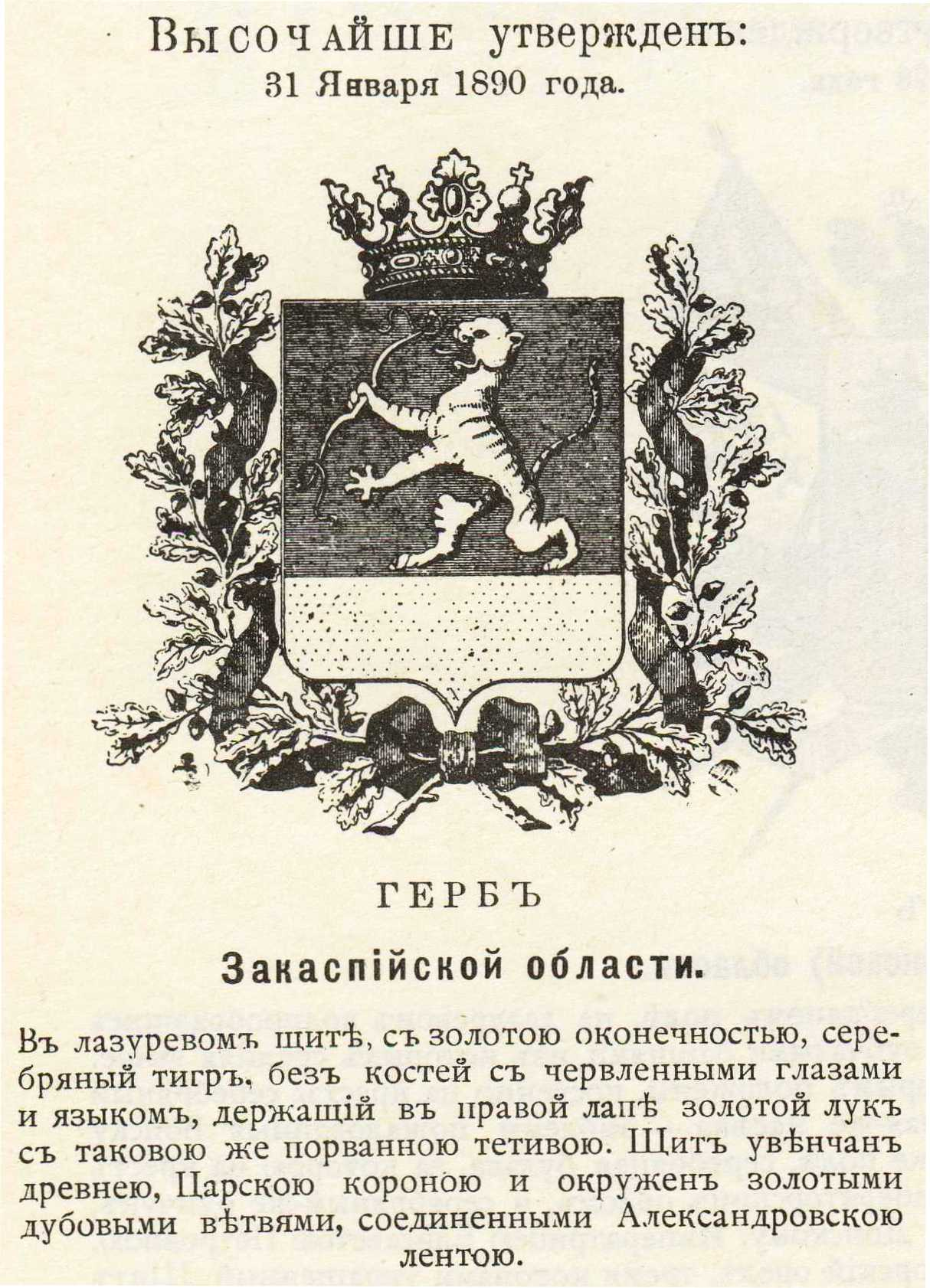
Herb obwodu z herbarza P. Winklera z 1899 roku
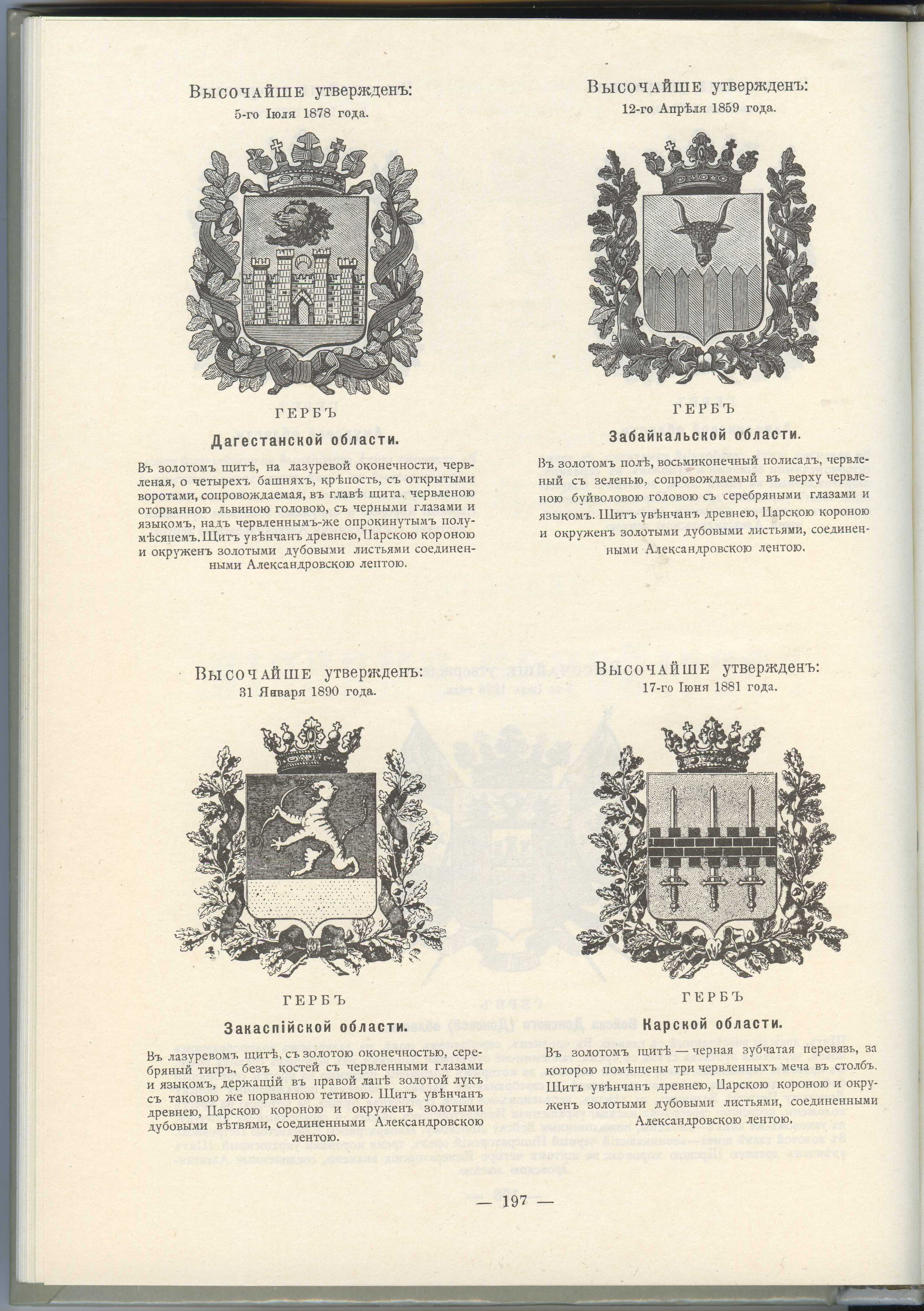
Karta z herbarza P. Winklera z 1899 roku (herb obwodu na dole po lewej)
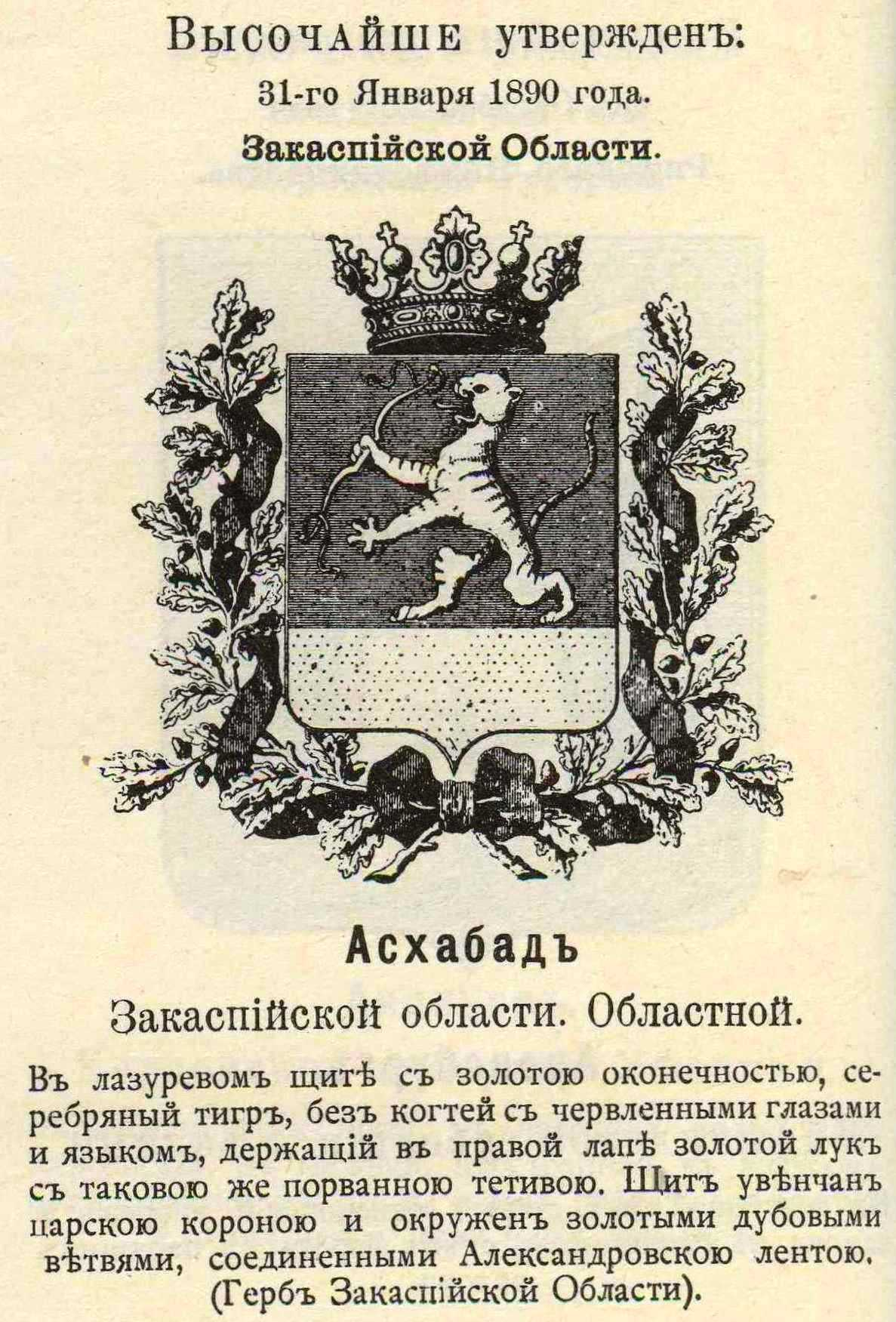
Herb Aszchabadu (wzór z 1890 roku) z herbarza P. Winklera z 1899 roku
Herb Aszchabadu z 1908 roku